# Fritz Wetzel
Fritz Wetzel (12 dicembre 1894 – 19 gennaio 1982) è stato un calciatore tedesco, di ruolo centrocampista.